# Брат Лаврентий Воскресения
Брат Лавре́нтий Воскресе́ния (при рождении Николя́ Эрма́н, также известен как Брат Ло́ренс; ок. 1614 года, Эримениль, — 12 февраля 1691 года, Париж, Франция) — монах-трудник, принадлежавший к Ордену босых кармелитов. Известен своими письмами и наставлениями, объединенными парижским священником Жозе де Бофором в книгу «Практика Божьего присутствия».

## Биография
Родился около 1614 года в Эримениле, Лотарингия. Точная дата рождения монаха неизвестна, так как свидетельство о его рождении было уничтожено пожаром в приходской церкви во время Тридцатилетней войны, в которой, к слову, молодой Николя принимал участие. Получив серьёзное ранение во время битвы при Рамбервиле 10 августа 1635 года, Николя отправился на лечение к родителям, а спустя какое-то время устроился лакеем у королевского казначея в Париже. В 1640 году Николя Эрман стал послушником в монастыре Босых Кармелитов и спустя два года принес обет, приняв имя Лаврентия Воскресения. Согласно уставу монастыря, монахи-трудники должны были посвящать все свое время физическому труду и молитве. Новообращенный монах в течение пятнадцати лет служил исключительно поваром, после чего также принял на себя обязанности сапожника.
Умер Брат Лаврентий в том же монастыре в 1691 году, посвятив порядка сорока лет своей жизни физическому труду и практике Божьего присутствия.

## Письма
В беседах со священником Жозеф де Бофором (фр. Joseph de Beaufort) брат Лаврентий рассказывал о сути «практики Божьего присутствия», подчеркивая, что о Боге можно думать не только во время молитвы, но и при выполнении своих повседневных обязанностей. Священник вёл записи их бесед в течение 25 лет, начиная с 1666 года.
Рабочее время для меня не отличается от времени молитвы; а в кухонном шуме и гаме, когда несколько человек одновременно выкрикивают разные требования, я обладаю Богом в столь великой безмятежности, как если бы я стоял на коленях пред Святым Причастием.

Для любящих Бога страдание и утешение равноценны. Нужно хранить верность Ему в минуты духовной сухости, ведь так Господь испытывает нашу к Нему любовь. 